# Softboll vid olympiska sommarspelen 2020
Softboll vid olympiska sommarspelen 2020 spelades mellan 21 och 27 juli 2021 i Yokohama och Fukushima i Japan. Turneringen bestod av sex stycken damlandslag. De regerande olympiska mästarna Japan försvarade sitt guld genom att slå USA med 2 – 0 i finalen.
Turneringen skulle ursprungligen ha spelats mellan 22 och 28 juli 2020 men den blev på grund av Covid-19-pandemin uppskjuten.
Det var den första olympiska turneringen i softboll sedan 2008. I augusti 2016 beslutade IOK att softboll skulle bli en av de nya sporterna i det olympiska programmet 2020.

## Kvalificering
Utöver Japan, som blev automatiskt kvalificerade som värdnation, kvalificerade sig fem landslag för turneringen utifrån resultaten i de olika tävlingar som fungerade som kval.
| Turnering                                                | Datum                       | Spelplats     | Platser | Kvalificerade |
| -------------------------------------------------------- | --------------------------- | ------------- | ------- | ------------- |
| Värdnation                                               | 7 september 2013            | i.u.          | 1       | Japan         |
| Världsmästerskapet                                       | 2–12 augusti 2018           | Japan         | 1       | USA           |
| Kvalturnering Afrika och Europa                          | 23–27 juli 2019             | Nederländerna | 1       | Italien       |
| Kvalturnering Nordamerika, Centralamerika och Sydamerika | 25 augusti–1 september 2019 | Kanada        | 2       | Mexiko        |
| Kvalturnering Nordamerika, Centralamerika och Sydamerika | 25 augusti–1 september 2019 | Kanada        | 2       | Kanada        |
| Kvalturnering Asien och Oceanien                         | 24–29 september 2019        | Kina          | 1       | Australien    |
| Totalt                                                   |                             |               | 6       |               |

## Gruppspel
De sex lagen spelade ett gruppspel där alla lag mötte varandra och de fyra lag som placerade sig högst gick vidare, ettan och tvåan till final och trean och fyran till bronsmatch.
| Nation     | S | V | F | RF | RA | %     | Tiebreaker | Kvalstatus      |
| ---------- | - | - | - | -- | -- | ----- | ---------- | --------------- |
| USA        | 5 | 5 | 0 | 9  | 2  | 1.000 | —          | Till final      |
| Japan      | 5 | 4 | 1 | 18 | 5  | 0.800 | —          | Till final      |
| Kanada     | 5 | 3 | 2 | 19 | 4  | 0.600 | —          | Till bronsmatch |
| Mexiko     | 5 | 2 | 3 | 11 | 10 | 0.400 | —          | Till bronsmatch |
| Australien | 5 | 1 | 4 | 5  | 21 | 0.200 | —          |                 |
| Italien    | 5 | 0 | 5 | 1  | 21 | 0.000 | —          |                 |

Uppdaterad 26 juli. Källa: 

### Matcher
| Nr | Datum      | Hemma      | Borta      | Resultat |
| -- | ---------- | ---------- | ---------- | -------- |
| 1  | 2021-07-21 | Australien | Japan      | 1 – 8    |
| 2  | 2021-07-21 | Italien    | USA        | 0 – 2    |
| 3  | 2021-07-21 | Mexiko     | Kanada     | 0 – 4    |
| 4  | 2021-07-22 | USA        | Kanada     | 1 – 0    |
| 5  | 2021-07-22 | Mexiko     | Japan      | 2 – 3    |
| 6  | 2021-07-22 | Italien    | Australien | 0 – 1    |
| 7  | 2021-07-24 | Australien | Kanada     | 1 – 7    |
| 8  | 2021-07-24 | USA        | Mexiko     | 2 – 0    |
| 9  | 2021-07-24 | Japan      | Italien    | 5 – 0    |
| 10 | 2021-07-25 | Australien | USA        | 1 – 2    |
| 11 | 2021-07-25 | Kanada     | Japan      | 0 – 1    |
| 12 | 2021-07-25 | Italien    | Mexiko     | 0 – 5    |
| 13 | 2021-07-26 | Japan      | USA        | 1 – 2    |
| 14 | 2021-07-26 | Kanada     | Italien    | 8 – 1    |
| 15 | 2021-07-26 | Mexiko     | Australien | 4 – 1    |

## Slutspel

### Bronsmatch
| Kanada                                                     | 0 | 2 | 0 | 0 | 1 | 0 | 0 | 3 | 6 | 0 |
| Mexiko                                                     | 0 | 0 | 1 | 0 | 1 | 0 | x | 2 | 7 | 1 |
| W: Danielle Lawrie (1-1) L: Danielle O'Toole (0-2) Rapport |   |   |   |   |   |   |   |   |   |   |

### Final
| USA                                              | 0 | 0 | 0 | 0 | 0 | 0 | 0 | 0 | 3 | 0 |
| Japan                                            | 0 | 0 | 0 | 1 | 1 | 0 | 0 | 2 | 8 | 0 |
| W: Yukiko Ueno (2–0) L: Ally Carda (0–1) Rapport |   |   |   |   |   |   |   |   |   |   |

## Medaljsammanfattning
| Softboll | Guld | Silver | Brons |
| Damer    | Japan | USA | Kanada |
| Damer    | Haruka Agatsuma Mana Atsumi Yamato Fujita Miu Goto Nodoka Harada Yuka Ichiguchi Hitomi Kawabata Nayu Kiyohara Yukiyo Mine Sayaka Mori Minori Naito Yukiko Ueno Eri Yamada Yu Yamamoto Saki Yamasaki | Ali Aguilar Monica Abbott Valerie Arioto Ally Carda Amanda Chidester Rachel Garcia Haylie McCleney Michelle Moultrie Dejah Mulipola Aubree Munro Bubba Nickles Cat Osterman Janie Reed Delaney Spaulding Kelsey Stewart | Jenna Caira Emma Entzminger Larissa Franklin Jennifer Gilbert Sara Groenewegen Kelsey Harshman Victoria Hayward Danielle Lawrie Janet Leung Joey Lye Erika Polidori Kaleigh Rafter Lauren Regula Jennifer Salling Natalie Wideman |

Denna tabell: visa • redigera